# WD 0942+021
WD 0942+021 es una enana blanca situada en la constelación de Sextans, el sextante. Se encuentra a 78 años luz del sistema solar y su magnitud aparente —utilizando el sistema fotométrico con filtro g (verde)— es +17,44.
WD 0942+021 es una enana blanca de tipo espectral DA.
Su temperatura efectiva es de 7678 K —unos 1000 K superior a la de la estrella de Van Maanen— y su tiempo de enfriamiento se estima en 3330 millones de años.
A diferencia del resto de las estrellas, las enanas blancas no generan energía por fusión nuclear, sino que radian al exterior el exceso de calor a un ritmo constante.
Con el transcurso del tiempo, su temperatura superficial va descendiendo, desplazándose el espectro de emisión hacia el rojo, proceso que conlleva una disminución en la luminosidad.
En el caso de WD 0942+021, su luminosidad bolométrica apenas supera una diezmilésima parte de la luminosidad solar.
Con una masa aproximada de 1,19 masas solares, WD 0942+021 es una enana blanca masiva, siendo su masa un 19% mayor que la de Sirio B —cuya masa es igual a la del Sol— y un 43% mayor que la de la Estrella de Van Maanen.
Toda esta masa se halla comprimida en un diámetro equivalente al 0,58% del diámetro solar o, lo que es lo mismo, el 63% del diámetro terrestre.